# Шахта «Первомайська»
ДВАТ "Шахта «Первомайська». Входить до ДХК «Первомайськвугілля». Розташована у місті Золоте Первомайської міськради Луганської області.
Створена на базі двох шахт: «3,5 Сокологорівка» та «№ 12 Михайлівська» об'єднаних у 1975 р.
Видобуток 215 т/добу (2001). У 2003 р. видобуто 33 тис.т. вугілля.
Шахтне поле розкрите 3-а вертикальними стволами пройденими до горизонту 580 м і 3-а вертикальними свердловинами діам. 1,8 м до горизонту 450 м. Відпрацьовується пласт kв
8 потужністю 0,86 м з кутом падіння 17-20°.
Шахта надкатегорійна за метаном і небезпечна за вибуховістю вугільного пилу.
Адреса: 93294, м. Золоте, Луганської обл.